# Lilla Börsskär (vid Brunskär, Korpo)
Lilla Börsskär är en ö i Finland. Den ligger i Skärgårdshavet och i kommunen Pargas i den ekonomiska regionen  Åboland i landskapet Egentliga Finland, i den sydvästra delen av landet. Ön ligger omkring 57 kilometer sydväst om Åbo och omkring 180 kilometer väster om Helsingfors.
Öns area är 2 hektar och dess största längd är 300 meter i sydöst-nordvästlig riktning.